# Camelina laxa
Camelina laxa är en korsblommig växtart som beskrevs av Carl Anton von Meyer. Camelina laxa ingår i släktet dådror, och familjen korsblommiga växter. Inga underarter finns listade i Catalogue of Life.